# Тоне (Ібаракі)

35°51′28″ пн. ш. 140°8′22″ сх. д. / 35.85778° пн. ш. 140.13944° сх. д.
Тоне (яп. 利根町, とねまち, МФА: [tone mat͡ɕi̥]) — містечко в Японії, в повіті Кіта-Сома префектури Ібаракі. Станом на 1 жовтня 2007 площа містечка становила 24,90 км². Станом на 1 серпня 2008 населення містечка становило 17 494 осіб.